# Chamil Abrachitov
Chamil Mounassypovitch Abrachitov (en russe : Шамиль Мунасыпович Абдрашитов) est un aviateur soviétique, né le 19 mai 1921 et décédé le 4 juin 1944. Pilote de chasse et as de la Seconde Guerre mondiale, il fut distingué par le titre de Héros de l'Union soviétique.

## Carrière
De nationalité tatare, Chamil Abrachitov est né le 19 mai 1921 à Orenbourg. Il commença par s'entraîner dans un aéro-club civil avant d'intégrer, en 1939, les rangs de l'Armée rouge. Diplômé à la fin décembre 1941 de l'école de l'Air d'Orenbourg, il fut d'abord envoyé dans un régiment de chasse basé en Extrême-Orient.
En avril 1943, muté au 402e régiment de chasse aérienne, il prit part aux combats épiques qui se déroulèrent au-dessus du Kouban et de la Crimée. En moins de dix mois, jeune lieutenant et chef d'escadrille, il effectua 155 missions de guerre et participa à 17 combats aériens. En 1944, il rejoint les rangs du parti communiste.
Il fut abattu et tué par la DCA allemande au cours du mitraillage d'un aérodrome ennemi près de Sébastopol, le 4 juin 1944.

## Palmarès
Il était titulaire de 12 victoires homologuées.

## Décorations
- Héros de l'Union soviétique le 2 août 1944 ;
- Ordre de Lénine ;
- Ordre d'Alexandre Nevski ;
- Ordre du Drapeau rouge ;
- Ordre de la Guerre patriotique de 1re et 2e classe ;
- Ordre de l'Étoile rouge.

## Sources
- (en) Hans D Seidl (préf. Günther Rall & Vitalij Popkov), Stalin's eagles : an illustrated study of the Soviet aces of World War II and Korea, Atglen (Pennsylvanie), Schiffer Pub, coll. « military history », 1998, 368 p. (ISBN 0-7643-0476-3 et 978-0-764-30476-7, lire en ligne)

- (en) Tomas Polak et Christopher Shores, Stalin's Falcons : the aces of the red star : a tribute to the notable fighter pilots of the Soviet Air Forces 1918-1953, Londres, Grub Street, 1999, 381 p. (ISBN 1-902304-01-2 et 978-1-902-30401-4)